# 朴世永
朴世永（朝鲜语：／，1902年7月7日—1989年2月28日），朝鲜诗人。生于漢城（今首爾城東區）。1917—1922年在汉城培材高等普通学校求学。1922年到中国上海的英文专科学校留学，旋回国。1923年和宋影等人组织朝鲜第一个革命文学团体“焰群社”，开始发表诗歌。1925年参加朝鲜无产阶级文学团体“卡普”，主编儿童文学刊物《星之国》。1937年在培材高普执教。1946年越过三八线到北朝鲜。他在北朝鲜创作的主要作品有《不死鸟》《密林的历史》及《爱国歌》（朝鲜民主主义人民共和国国歌）等。长篇叙事诗歌《密林的历史》有中译本。